# Раджасур'я
Раджасур'я (д/н — 1593) — 3-й володар Сітаваки у 1593 році.

## Життєпис
Син сінгальського аристократа і доньки Раджасінги, володаря Сітаваки. Про молоді роки відомостей обмаль. після смерті діда оголошений новим правителем. Втім опинився в складній ситуації. Буддистські ченці скрізь закликали до повстань. В області Канді затвердився повстанець Коннапу Бандара, що оголосив себе Вімаладгармасур'єю I і магарджею. В свою чергу за підтримки португальців на корінні землі Сітаваку почав наступ Сембахапа Перумала — поклводець Дгармапали, магараджи Котте.
Втім Раджасур'я виявився не здатним чинити опір, внаслідок чого було швидко втрачені землі Котте та решту володінь в Канді. Сембахапа Перумала почав наступ на столицб Сітаваки. За цих обставин виникла змова на чолі із манампері (першим міністром) Аріттакі Венду Перумалом, внаслідок чого Раджасур'ю було вбито, а новим правителем оголошено його стриєчного брата (або стрийко) Нікапітію Бандару. Але восени війська виступили проти Перумала, що мав план захопити трон. Останній перейшов на бік Дгармапали й в грудні 1594 року допоміг захопити Сітаваку.